# Wael Abbas

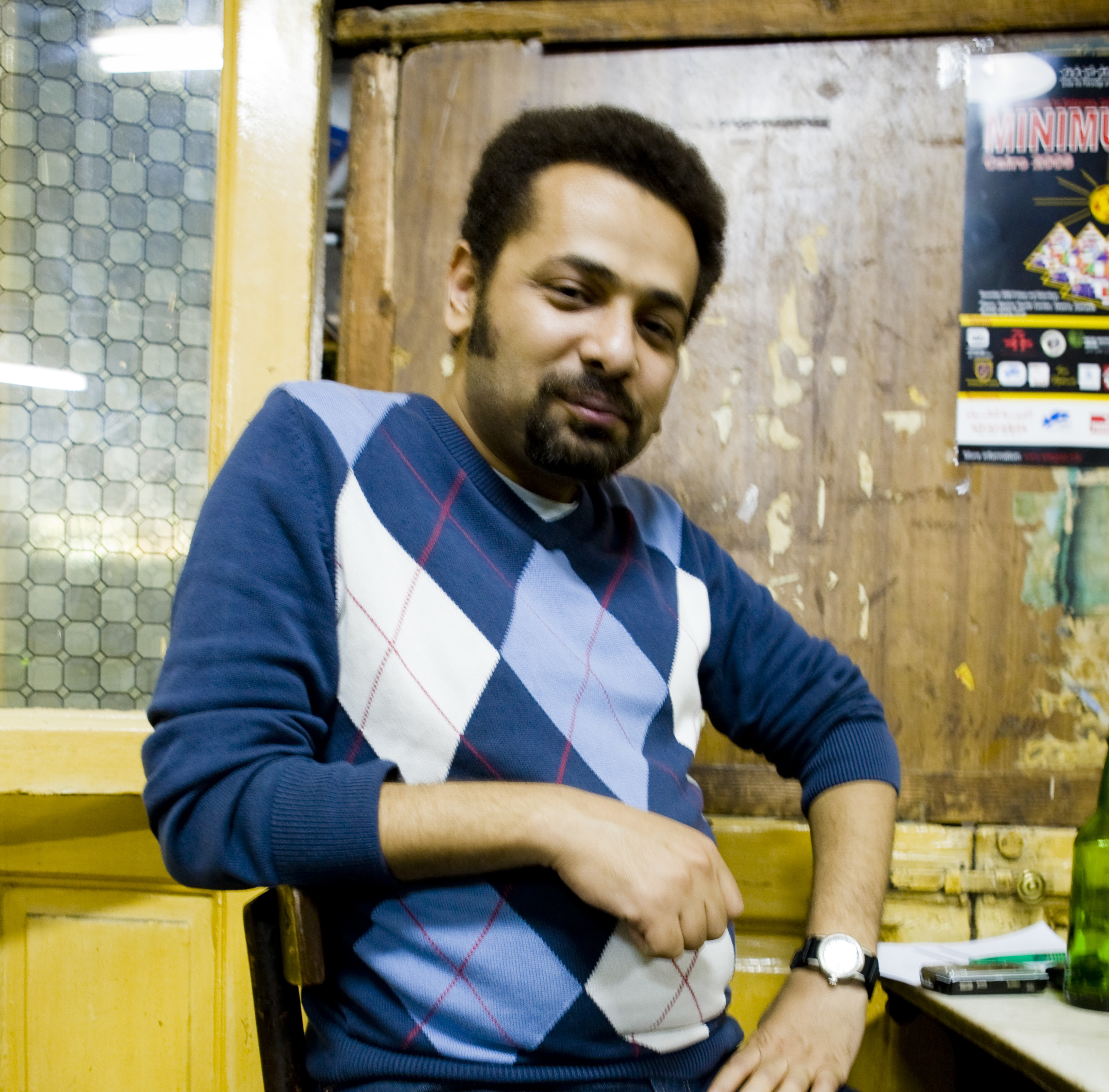
Wael Abbas (2008)

Wael Abbas (Ägyptisch-Arabisch: وائل عباس, , IPA: [ˈwæːʔel ʕæbˈbæːs]) (geboren am 14. November 1974 in Ägypten) ist ein ägyptischer Journalist, Blogger und Menschenrechtsaktivist. Er bloggt auf Misr Digital und publizierte zwei Bücher. Zu seinen Hauptthemenbereichen gehören Korruption, Missbrauch von Polizeigewalt und Menschenrechtsverletzungen. Er stellte mehrere Videos, welche brutales Vorgehen von Polizeikräften zeigen online. Dadurch konnten mehrere Polizisten wegen Folter verurteilt werden. Dennoch gab es regelmäßig Angriffe seitens der ägyptischen Regierung gegen ihn. Seine online Konten auf YouTube, Yahoo und Facebook wurden gesperrt und nur teilweise wieder hergestellt. Am 23. Mai 2018 wurde er in seinem Haus in Neu-Kairo von Kräften der ägyptischen Staatssicherheit verhaftet.

## Geschlossene Online Konten
Im September 2007 wurde Abbas’ YouTube-Account gesperrt. Alle Videos, die er bis dahin hochgeladen hatte, waren nicht mehr verfügbar. Die Videos zeigten Polizeibrutalität, Unregelmäßigkeiten bei Wahlen sowie Proteste gegen die Mubarak-Regierung. 12 oder 13 davon zeigten Folter auf Polizeistationen.
Nach Angaben von Menschenrechtsgruppen löschte YouTube damit eine hilfreiche Informationsquelle über staatliche Missbrauchsfälle in Ägypten, welches zeitlich einhergeht mit einem verschärften Vorgehen der ägyptischen Regierung gegen unabhängige und oppositionelle Journalisten. Von September bis November 2007 wurden 12 ägyptische Journalisten verhaftet. Es wird vermutet, dass YouTube sich staatlichem Druck gebeugt hat.
YouTube stellte anfänglich zwar sein Konto, nicht aber die Videos wieder her. Als Begründung für die Sperrung wurde angegeben, dass Abbas nicht genügend Kontext über die gezeigte Gewalt geliefert hätte. 187 seiner Videos wurden nach und nach wiederhergestellt.
Yahoo ließ zwei seiner E-Mail-Accounts schließen, mit der Begründung, er sei ein Spammer. Sein Konto wurde später wieder hergestellt.
Im Dezember 2017 setzte Twitter seinen Account wegen Verletzung der Nutzungsregeln aus ohne zu spezifizieren um welche Regeln es sich handelte und ob das Aussetzen temporär oder permanent sei.
Im Mai 2018, zwei Tage nach seiner überraschenden Festnahme, wurde sein Facebook Konto gelöscht.

## Auszeichnungen und Preise
- Egyptians Against Corruption Award 2005/2006
- BBC Most Influential People of 2006
- CNN Middle East Person of the Year 2007
- Human Rights Watch's Hellman/Hammett Award 2008[8]
- Gewinner des Journalismus-Preises des International Center for Journalists 2007[9]

## Festnahme 2018
Während des Ramadan, am 23. Mai 2018 gegen 4 Uhr stürmten staatliche Sicherheitskräfte das Haus seiner Familie in Neu-Kairo. Abbas wurden die Augen verbunden und er wurde zunächst an einen unbekannten Ort gebracht. Die Sicherheitskräfte beschlagnahmten unter anderem sein Handy, sein Laptop, einige seiner Bücher, sowie seinen externen Speicher. Kurz nachdem Abbas „ich werde festgenommen“ auf Facebook gepostet hatte, wurde sein Account gesperrt. Innerhalb von wenigen Stunden berichteten mehrere internationale Medien von Abbas verschwinden, darunter CNN, BBC, Al Jazeera, Reuters und die Zeit. Auch internationale Journalistenverbände forderten innerhalb von 24 Stunden die Bekanntgabe des Aufenthaltsortes.
Am Abend des Folgetages wurde sein Aufenthalt bekannt gegeben. Abbas befindet sich im Tora-Gefängnis in Maadi. Gegen ihn werden Vorwürfe erhoben 'falsche Nachrichten' verbreitet zu haben und die Muslimbrüder in Ägypten zu unterstützen. Da diese Vorwürfe von vielen seiner Leser als nicht haltbar angesehen werden, wurden unter folgenden Hashtags Awarness-Kampagnen auf sozialen Medien geschaltet:
- #FreeWaelAbbas
- #free_wael_abbas
- #wael_abbas
- #WaelAbbas
- #FreeWael
- #الحرية_لوائل_عباس
- #وائل_عباس
- #وايل_عباس

Die internationale Unterschriftenkampagne „free arrested journalist Wael Abbas“ erzielte bereits am ersten Tag mehr als 500 Unterschriften weltweit. Auf der Facebook-Seite „Free Wael Abbas“ werden laufend weitere Informationen hinzugefügt.
Es wird vermutet, dass Abbas’ Verhaftung im Zusammenhang mit der Festnahme anderer Oppositioneller in Ägypten steht. Innerhalb von zehn Tagen wurden auch Shadi El Ghazali Harb (Liberaler politischer Aktivist), Haytham Mohamadin (Linker politischer Aktivist), Shadi Abu Zaid (Comedian) und Amal Fathy (Frauenrechtsaktivistin) festgenommen.